# Colpo di Stato in Mali del 2012
Il colpo di Stato in Mali del 2012 fu preceduto da settimane di proteste a causa della cattiva gestione del governo e della ribellione in corso nel nord della nazione. I soldati avevano chiesto più armi e risorse per sostenere la guerra contro i ribelli tuareg, che avevano acquisito nuove capacità belliche grazie alle armi di Gheddafi. Inoltre, visto che dovevano fare fronte a una minaccia maggiore, i soldati chiedevano una paga maggiore, oltre a un più deciso sostegno governativo. L'intenzione di Amadou Toumani Touré, presidente del Mali, sarebbe stata quella di lasciare l'incarico alla scadenza del suo mandato, dopo le elezioni presidenziali nel mese di aprile.
Per disinnescare una protesta prevista per il 22 marzo 2012 contro la cattiva gestione del conflitto contro i ribelli Tuareg nel nord della nazione, il giorno precedente, il ministro della difesa, generale Sadio Gassama, fu inviato al campo militare di Kati. Al suo arrivo venne prima accolto con fischi e lanci di pietre contro la sua auto, poi fu sequestrato. A quel punto le sue guardie del corpo spararono in aria diversi colpi di avvertimento. Il ministro venne poi rilasciato incolume, grazie all'intervento dell'esercito nella zona. I soldati assaltarono quindi le riserve di munizioni presenti nel campo, azione che causò il ferimento di due soldati.
Più tardi, alcuni veicoli blindati isolarono il palazzo presidenziale e la televisione di Stato del Mali fu teatro di una sparatoria le cui raffiche vennero udite da diversi giornalisti presenti in zona. I programmi televisivi vennero sospesi. Successivamente i soldati bloccarono la strada che porta ad entrambi gli edifici. Un soldato affermò che i ribelli non subirono alcuna forma di resistenza da parte delle guardie del corpo di Touré, che seppur inseguito non venne catturato. Verso sera, dopo diverse ore di conflitto a fuoco, l'emittente di Stato del Mali tornò in onda con il seguente messaggio, accompagnato con musica tradizionale: «Fra un attimo ci sarà una dichiarazione dei militari».
Al mattino del 22 marzo, Amadou Konare apparve alla televisione di Stato dichiarandosi come portavoce del Comitato Nazionale per il ripristino della democrazia e dello Stato (CNRDR), apparentemente formato da soldati ribelli. Konare dichiarò che i soldati ribelli avevano preso il potere sostituendo il regime incapace di Touré affermando che sarebbe stato opportuno consegnare la presidenza ad un nuovo governo democraticamente eletto.
Più tardi, il capitano Amadou Sanogo, identificato come presidente del CNRDR, apparve in televisione per annunciare il coprifuoco immediato "fino a nuovo ordine". Inoltre esortò la popolazione alla calma, condannando qualsiasi azione di saccheggio. Successivamente i ribelli riuscirono a identificare il luogo in cui era nascosto Touré. Un ufficiale militare rimasto fedele al presidente ha affermato che era in buona salute e che sia il ministro degli interni che il ministro della difesa erano al sicuro. Nel corso della giornata venne rivelato che il presidente Touré aveva cercato di fuggire presso una base militare segreta presidiata da soldati a lui fedeli. Il leader dei ribelli, alla televisione di Stato, disse inoltre che i confini della Nazione erano stati momentaneamente chiusi, facendo appello alla calma. La BBC ha riferito che la forza d'élite dell'esercito del Mali, i "Berretti rossi", era ancora fedele a Touré. Nel corso della giornata, i soldati ribelli iniziarono a saccheggiare il Palazzo Presidenziale, rubando diversi oggetti, televisori e altri beni, mentre il loro leader li esortò a fermare gli incendi "celebrativi", responsabili nella capitale di almeno venti feriti.
La giunta militare il 12 aprile 2012 nominò presidente a interim del Mali il presidente dell'Assemblea nazionale Dioncounda Traoré, con l'approvazione della Comunità economica degli Stati dell'Africa occidentale (ECOWAS) fino allo svolgimento di nuove elezioni.